# Arkna
Arkna – wieś w Estonii, w prowincji Virumaa Zachodnia, w gminie Rakvere.